# Danh sách đơn vị hành chính Việt Nam khu vực Đồng bằng sông Cửu Long
Các đơn vị hành chính của Việt Nam thuộc các tỉnh thành vùng Đồng bằng sông Cửu Long (tức là thuộc 13 tỉnh thành An Giang,  Bạc Liêu,  Bến Tre, Cần Thơ, Cà Mau, Đồng Tháp, Hậu Giang, Kiên Giang,  Long An,  Sóc Trăng, Tiền Giang,  Trà Vinh, và Vĩnh Long), bao gồm:

## Thống kê
| STT | Tên tỉnh   | Phường | Thị trấn | Xã  | Tổng |
| --- | ---------- | ------ | -------- | --- | ---- |
| 1   | An Giang   | 28     | 18       | 110 | 156  |
| 2   | Bạc Liêu   | 10     | 5        | 49  | 64   |
| 3   | Bến Tre    | 8      | 10       | 139 | 157  |
| 4   | Cà Mau     | 10     | 9        | 82  | 101  |
| 5   | Cần Thơ    | 42     | 5        | 36  | 83   |
| 6   | Đồng Tháp  | 19     | 9        | 115 | 143  |
| 7   | Hậu Giang  | 13     | 11       | 51  | 75   |
| 8   | Kiên Giang | 18     | 10       | 116 | 144  |
| 9   | Long An    | 12     | 15       | 161 | 188  |
| 10  | Sóc Trăng  | 17     | 12       | 80  | 109  |
| 11  | Tiền Giang | 22     | 8        | 142 | 172  |
| 12  | Trà Vinh   | 11     | 10       | 85  | 106  |
| 13  | Vĩnh Long  | 14     | 6        | 87  | 107  |